# Israel C. White
Israël Charles White, né le 1er novembre 1848 dans le comté de Monongalia en Virginie-Occidentale et mort le 24 novembre 1927 à Baltimore, est un éminent géologue et professeur, de renommée internationale, et le premier géologue d'État de Virginie-Occidentale.

## Biographie
Israel C. White est né dans une ferme du district de Battelle du comté de comté de Monongalia en Virginie-Occidentale, aux États-Unis dans l'ouest du comté de Monongalia et grandit à Morgantown. White est diplômé de l'université de Virginie-Occidentale en juin 1872 avec un baccalauréat en géologie et fait des études de troisième cycle en géologie et chimie à la Columbia School of Mines et obtient un doctorat de l'université de l'Arkansas en 1880. Il commence sa carrière en 1875 en tant qu'assistant géologue en Pennsylvanie. En 1877, il prend la chaire de géologie à l'université de Virginie-Occidentale où il enseigne jusqu'en 1892.
En 1878, il est élu membre de la Société américaine de philosophie.
De 1884 à 1888, il travaille comme géologue adjoint pour l'Institut d'études géologiques des États-Unis, se concentrant sur le charbon en Pennsylvanie, en Ohio et en Virginie-Occidentale. Il travaille comme géologue au West Virginia Geological and Economic Survey à partir de 1897, devenant finalement chef de cabinet.
White Field teste la « théorie anticlinale » pour l'exploration pétrolière et gazière en 1883. White découvre ensuite le gisement de gaz et de pétrole de Pennsylvanie et de Washington, le gisement de gaz de Grapeville, le gisement de Belle Vernon, puis en 1889, le gisement de pétrole de Mannington,,.
En 1904, il est engagé par le gouvernement brésilien à la tête de la " Comissão de Estudos das Minas de Carvão de Pedra do Brasil " (Commission d'études sur les mines de charbon brésiliennes), dont le but est d'identifier le potentiel du charbon brésilien, et dont le rapport, publié en 1908, marque une étape importante dans la compréhension de la géologie du bassin du Paraná au sud du Brésil. L'un des principaux résultats de ces études, outre la reconnaissance du charbon, est la découverte de fossiles de Mesosaurus dans les schistes noirs du Permien (Formation d'Irati) et de la flore Glossopteris dans les charbons du Permien. White est l'un des premiers à proposer l'équivalence entre les strates permiennes sud-américaines et les roches similaires du bassin du Karoo en Afrique du Sud. Ce rapport est une contribution importante au développement de la théorie de la dérive des continents, publiée par Alfred Wegener en 1912.
Il est le trésorier de la Société américaine de géologie en 1892-1907  et son président en 1920,. Il est décédé à Baltimore, Maryland, à l'âge de 79 ans.